# John Kavanagh
John Kavanagh (1940s) es un actor irlandés que ha actuado en más de veinte películas incluyendo Cal (1984), Braveheart (1995) y Alexander (2004), y en numerosos programas de televisión. Sus premios incluyen ser nominado a un Drama Desk Award en 1989 por su papel en Juno and the Paycock.

## Carrera
Su carrera comenzó con la comedia irlandesa Paddy (1970), con el papel recurrente de Willie Egan. Ese mismo año, hizo de otro personaje recurrente en The McKenzie Break (1970).
Durante los doce años siguientes Kavanagh no apareció en películas, aunque siguió con su carrera en el teatro. Finalmente, decidió volver al cine con la película The Ballroom of Romance (1982), en la que tuvo un romance con la actriz Brenda Fricker. Esta película fue seguida de Attracta (1983), y The Country Girls (1984), protagonizada por Sam Neill.
Una de las películas más famosas en las que ha actuada es Cal (1984), protagonizada por Helen Mirren y John Lynch.
Aparte de en esta película, Kavanagh ha actuado en el thriller The Fantasist]] (1986), en Bellman and True (1987), en la película de acción Joyriders (1988), y la película independiente 4 Play: In the Border Country (1991), entre otras.
Su carrera fue impulsada a mediados de los 90s cuando compartió reparto con Mia Farrow y Jim Broadbent en la película Widows' Peak (1994). Luego hizo un cameo en Sharpe junto a Sean Bean y Hugh Fraser, haciendo de Michael Curtis. Ese mismo año, actuó en Braveheart (1995). Luego participó en En el nombre del hijo (1996), y en Pete's Meteor (1998).
Luego de papeles pequeños participó en Alejandro Magno (2004) protagonizada por Colin Farrell, Val Kilmer y Anthony Hopkins y donde interpretó a Parmenion. Después de esto, Kavanagh actuó en la película de asesinatos de Brian De Palma, La Dalia Negra (2006), que no funcionó en taquilla.
Kavanagh remontó con Los Tudor (2007). En 2012 Kavanagh fue parte del reparto de la serie Vikingos.
Kavanagh colaboró con el vocalista Paul Brady en The Green Crow Caws.

## Vida personal
Es padre de la actriz Rachel Kavanagh.

## Filmografía

### Película
- 1970: The McKenzie Break – Inspector de policía
- 1982: The Ballroom of Romance – Bowser Egan
- 1984: Cal – Skeffington
- 1995: Braveheart – Craig
- 1997: The Butcher Boy – Doctor Boyd
- 1997: The Informant – Líder de IRA
- 1998: Dancing at Lughnasa – Padre Carlin
- 1998: This Is My Father
- 2004: Alejandro Magno – Parmenion
- 2006: La Dalia Negra
- 2006: The Tiger's Tail – Harry
- 2007: Cerrando el círculo – Reverendo Smith
- 2013: In Secret – Inspector Michaud
- 2013: The Bachelor Weekend – Padre de Fionnán
- 2016: Florence Foster Jenkins – Arturo Toscanini

### Televisión
- 1984: Caught in a Free State – Coronel Brian Dillon
- 1991: Children of the North – Seamus Reilly
- 1993: Lovejoy: Irish Stew – Father Xavier
- 1995: Sharpe's Sword – Father Curtis
- 1997: Painted Lady - Michael Longley
- 2007–08: The Tudors – Cardinal Campeggio
- 2008: Inspector George Gently – Doyle
- 2013–2020: Vikingos – El vidente y papa León IV
- 2022: Vikingos, Valhalla – El vidente